# Mike McCormack (Footballspieler)
Michael „Mike“ Joseph McCormack (* 21. Juni 1930 in Chicago, Illinois; † 15. November 2013 in Palm Desert, Kalifornien) war ein US-amerikanischer American-Football-Spieler und -Trainer. Er spielte als Offensive Tackle in der National Football League (NFL) bei den New York Yanks und den Cleveland Browns.

## Spielerlaufbahn

### Collegekarriere
Mike McCormack studierte von 1948 bis 1950 an der University of Kansas. Er spielte College Football für die Kansas Jayhawks und wurde in der Offensive Line und in der Defensive Line eingesetzt. Sein College zeichnete ihn in allen drei Studienjahren aufgrund seiner sportlichen Leistungen aus.

### Profikarriere
1951 wurde McCormack von den New York Yanks in der dritten Runde an 34. Stelle gedraftet. Sein Rookiejahr mit den Yanks verlief für McCormack nicht erfolgreich. Sein Team gewann lediglich eins von zwölf Spielen. Unmittelbar nach der Saison wurde er von der US Army zum Wehrdienst eingezogen. Erst im Jahr 1954 griff McCormack wieder in das Spielgeschehen in der NFL ein. Die Yanks hatten mittlerweile den Spielbetrieb eingestellt, die Rechte an McCormack hielten die Baltimore Colts, die vor der Saison zehn Spieler, darunter Don Shula und McCormack abgaben. Die Cleveland Browns suchten einen Nachfolger für Bill Willis, der nach der Saison 1953 seine Laufbahn beendet hatte. Paul Brown, Trainer der Browns, setzte McCormack 1954 auf der verwaisten Position von Willis als Nose Tackle (Middle Guard) ein.
Die Browns waren in den 1950er-Jahren ein Spitzenteam in der NFL. Zahlreiche All-Star-Spieler wie Otto Graham, Dante Lavelli, Len Ford, Frank Gatski oder Lou Groza liefen für die Mannschaft auf. Bereits in seinem ersten Spieljahr konnte McCormack mit den Browns den NFL-Titel gewinnen. Die Browns besiegten im Meisterschaftsspiel die Detroit Lions mit 56:10.
Im folgenden Spieljahr wechselte McCormack auf die Position eines Offensive Tackles und war fortan für den Schutz von Quarterback Otto Graham verantwortlich. Auch in diesem Jahr gewann er die Meisterschaft. Die Browns waren mit 38:14 im Endspiel gegen die Los Angeles Rams erfolgreich. Zusammen mit Paul Brown beendete McCormack nach der Saison 1962 seine Spielerlaufbahn.

## Trainerlaufbahn
Ab 1965 war McCormack als Assistenztrainer bei den Washington Redskins tätig. In den Jahren 1971 und 1972 konnte er mit dem Team jeweils in die Play-offs einziehen. 1971 scheiterte die Mannschaft vorzeitig, 1972 konnte die Mannschaft in das NFC Championship Game gegen die Dallas Cowboys einziehen. Die von Tom Landry trainierte Mannschaft aus Dallas unterlag den Redskins mit 26:3. Der Sieg bedeutete den Einzug in den Super Bowl VII, wo die Redskins allerdings den Miami Dolphins mit 14:7 unterlagen.
Von 1973 bis 1975 war McCormack Head Coach der Philadelphia Eagles. Mit der Mannschaft aus Philadelphia blieb er erfolglos. 1976 wurde er von seinem ehemaligen Trainer Paul Brown als Assistenztrainer der Cincinnati Bengals verpflichtet. Brown war der Gründer und Besitzer der Mannschaft. Auch mit den Bengals konnte er keine Erfolge feiern. 1980 übernahm McCormack das Traineramt bei den Baltimore Colts, nach der Spielrunde 1981 wurde er jedoch wieder entlassen. Im Laufe der Saison 1982 übernahm er kurzzeitig das Traineramt bei den Seattle Seahawks. Von 1982 bis 1989 fungierte er als General Manager des Teams. 1993 kehrte McCormack in gleicher Funktion in die NFL zu den neugegründeten Carolina Panthers zurück. Die Panther nahmen 1995 den Spielbetrieb auf. Ein Jahr später scheiterte sein Team im NFC Championship Game mit 30:13 an den Green Bay Packers. Nach der Saison 1997 zog sich McCormack aus dem Footballsport zurück.

## Familie
Mike McCormack war verheiratet und hatte zwei Kinder.
Er starb im Jahr 2013 an Herzversagen. Seine Grabstätte ist nicht bekannt.

## Ehrungen
Mike McCormack spielte sechsmal im Pro Bowl und wurde neunmal zum All-Pro gewählt. Er ist Mitglied in der Pro Football Hall of Fame und in der Kansas Sports Hall of Fame.